# روبرت هيلز (مخرج)
روبرت هيلز (بالإنجليزية: Robert Hales)‏ هو مصمم جرافيك ومخرج أمريكي، ولد في القرن العشرين في المملكة المتحدة.

## وصلات خارجية
- روبرت هيلز على موقع IMDb (الإنجليزية)
- روبرت هيلز على موقع ميوزك برينز (الإنجليزية)
- روبرت هيلز على موقع ديسكوغز (الإنجليزية)